# Baobhan sith
Un baobhan sith est un type de vampire femelle, dans le folklore des Highlands écossais. Elles apparaissent comme de belles femmes qui séduisent leurs victimes avant de les attaquer et de les vider de leur sang.

## Folklore
Selon le folkloriste écossais Donald Alexander Mackenzie, le baobhan sith se présente généralement comme une belle jeune femme vêtue d’une longue robe verte qui dissimule les sabots de cerf qui remplacent ses pieds. Comme les autres vampires, elle boit le sang de victimes humaines et disparaît dès que le jour se lève. Elle peut également prendre la forme d'un corbeau ou d'un corbeau à capuchon.
Il existe de nombreuses histoires sur le baobhan sith avec un thème général d'attaque de chasseurs dans la plaine, la nuit. Dans un conte enregistré par Mackenzie, quatre hommes qui allaient à la chasse trouvent abris pour la nuit dans un Shieling abandonné. L'un des hommes commence à chanter tandis que les autres commencent à danser.  Les hommes expriment alors le souhait d'avoir des partenaires  de danse et peu de temps après, quatre femmes entrent dans la hutte. Trois d'entre elles dansent, tandis que la quatrième s'assoit à côté chanteur. Il remarque alors des gouttes de sang qui tombent de ses compagnons et s'enfuit, se réfugiant parmi les chevaux. Sa partenaire vampirique le poursuit mais ne réussit pas à le rattraper et, à la lumière du jour, elle disparait.  De retour dans la cabane, l'homme trouve ses trois amis morts et vidés de sang,. La folkloriste Katharine Briggs suggère que le baobhan sith était incapable d’attraper le quatrième homme parmi les chevaux à cause du fer avec lequel les chevaux étaient ferrés, le fer étant une vulnérabilité de fée traditionnelle.
Dans un récit similaire, l'un des hommes remarque que les femmes ont des sabots à la place des pieds et s'enfuit. Il revient le lendemain matin pour constater que les autres chasseurs avaient la « gorge coupée et la poitrine ouverte »,.
Dans une troisième histoire, les chasseurs se sont réfugiés dans une grotte. Chaque homme exprime son souhait d'être avec sa petite amie cette nuit-là, mais l'un d'entre eux, Macphee, accompagné de son chien noir, déclare qu'il préférerait que sa femme reste à la maison. À ce moment, des jeunes femmes entrent dans la grotte et tuent les chasseurs, sauf Macphee, protégé par son chien qui chasse les femmes,.
Un motif récurrent dans ces histoires est celui des baobhans apparaissant presque immédiatement après que les chasseurs aient exprimé leur désir de compagnie. Ceci est lié à une croyance écossaise traditionnelle selon laquelle si l'on faisait un vœu la nuit sans également invoquer la protection de Dieu, ce vœu serait exaucé de manière terrible.

## Littérature
- Ils apparaissent dans Faerie Tale de Raymond E. Feist où ils sont décrits comme des fées diaboliques de la Cour Unseelie, qui (en plus de leur grande beauté) possèdent une puissante magie irrésistible qui oblige les hommes solitaires dans des endroits isolés à les suivre à leur guise. des morts.

## Voir également
- Banshee
- Dames blanches
- Femme cerf
- Huldra
- Rusalka
- Samodiva